# Fabio Wibmer
Fabio Wibmer   (districte de Lienz, 30 de juny de 1995) és un ciclista i youtuber austríac especialista en bicitrial i descens de BTT. És conegut pels seus vídeos urbans comparables als de Danny MacAskill. Va ser campió nacional de descens de BTT el 2016.